# 320. Infanterie-Division (Wehrmacht)
La 320. Infanterie-Division fu una divisione dell'esercito tedesco attiva durante la seconda guerra mondiale che venne creata nel 1940 e fu prima schierata in Francia, come forza di occupazione e poi lungo il fronte orientale dove fu distrutta nell'agosto 1944. Nell'ottobre 1944 fu costituita la 320. Volksgrenadier-Division, in sostituzione della 320. Infanterie-Division. La 320. Volksgrenadier-Division fu a sua volta distrutta nel maggio 1945, in Moravia.

## Storia

### 320. Infanterie-Division
La divisione fu costituita il 2 dicembre 1940, nell'area di Lubecca da parti della 58. Infanterie-Division e della 254. Infanterie-Division e dopo la sua formazione, nell'aprile 1941, fu trasferita in Francia, nell'area di Dunkerque come forza di occupazione. Dal giugno 1942 fu schierata nella penisola del Cotentin. Con ordinanza del 21 ottobre 1942 fu riorganizzata in una divisione d'assalto e trasferita sul fronte orientale nel gennaio 1943, nell'area tra Izyum, Kharkov e Belgorod. Nel gennaio e febbraio 1944 combatté nella zona di Kirovograd e continuò a ritirarsi attraverso il Bug ed il Dnepr. Dopo l'Offensiva Iași-Kišinëv si ritirò nell'Ucraina meridionale, dove fu distrutta nell'agosto 1944 e sciolta il 9 ottobre 1944.

### 320. Volksgrenadier-Division
La 320. Volksgrenadier-Division fu costituita il 27 ottobre 1944 in sostituzione della distrutta 320. Infanterie-Division, nell'area di addestramento militare di Groß-Born. Dopo essere stata coinvolta nelle battaglie intorno a Cracovia e nei Carpazi, fu ritirata a causa delle pesanti perdite nel marzo 1945. La divisione fu fatta prigioniera dalle truppe dell'Armata rossa, nella zona di Havlíčkův Brod, in Moravia.

## Ordine di battaglia
320. Infanterie-Division 1940
- Infanterie-Regiment 585
- Infanterie-Regiment 586
- Infanterie-Regiment 587
- Artillerie-Regiment 320
- Pionier-Bataillon 320
- Panzerjäger-Abteilung 320
- Divisions-Nachrichten-Kompanie 320
- Divisions-Nachschubführer 320

320. Infanterie-Division 1943
- Grenadier-Regiment 585
- Grenadier-Regiment 586
- Grenadier-Regiment 587
- Artillerie-Regiment 320
- Pionier-Bataillon 320
- Feldersatz-Bataillon 320
- Divisions-Füsilier-Bataillon 320
- Panzerjäger-Abteilung 320
- Divisions-Nachrichten-Abteilung 320
- Divisions-Nachschubführer 320

320. Volksgrenadier-Division
- Grenadier-Regiment 585
- Grenadier-Regiment 586
- Grenadier-Regiment 587
- Füsilier-Kompanie 320
- Artillerie-Regiment 320
- Pionier-Bataillon 320
- Panzerjäger-Abteilung 320
- Nachrichten-Abteilung 320
- Feldersatz-Bataillon 320
- Versorgungseinheiten 320

## Decorazioni
Alcuni soldati della 320. Infanterie-division furono premiati per le loro azioni in guerra:
- Croce Tedesca
  - in oro: 10
- Croce di Cavaliere della croce di ferro: 13
  - Croce di Cavaliere con foglie di quercia: 1
  - Croce di Cavaliere con Fronde di Quercia e Spade: 1
- Distintivo per combattimenti ravvicinati:
  - in bronzo: 3
  - in argento: 2

## Comandanti
320. Infanterie-Division
- Generalleutnant Karl Maderholz (15 dicembre 1940 - 2 dicembre 1942)
- Generalleutnant Georg Postel (2 dicembre 1942 - 26 maggio 1943)
- General der Infanterie Kurt Röpke (26 maggio 1943 - 20 agosto 1943)
- Generalleutnant Georg Postel (20 agosto 1943 - 10 luglio 1944)
- Generalmajor Otto Schell (10 luglio 1944 - agosto 1944)

320. Volksgrenadier-Division
- Generalmajor Ludwig Kirschner (27 ottobre 1944 - 14 febbraio 1945)
- Oberst Rolf Scherenberg (14 febbraio 1945 - 19 febbraio 1945)
- Generalmajor Emmanuel von Kiliani (19 febbraio 1945 - maggio 1945)